# أوليف ويندهام
أوليف ويندهام (بالإنجليزية: Olive Wyndham) هي ممثلة أمريكية، ولدت في 16 يونيو 1886 في فيلادلفيا في الولايات المتحدة، وتوفيت في 24 نوفمبر 1971.

## وصلات خارجية
- أوليف ويندهام على موقع IMDb (الإنجليزية)
- أوليف ويندهام على موقع قاعدة بيانات برودواي على الإنترنت (الإنجليزية)